# Consejo Internacional de Museos
El Consejo Internacional de Museos (en inglés: International Council of Museums, ICOM; en francés: Conseil international des musées), creado en 1946, es la única organización de museos y profesionales de museos con alcance mundial dedicada a la promoción y protección del patrimonio cultural y natural, presente y futuro, material e inmaterial.
Con aproximadamente 45 000 miembros en 138 países, el ICOM es una red de profesionales de museos que actúan en una amplia variedad de disciplinas relacionadas con el patrimonio y los museos.

## Información general
El ICOM es una organización no gubernamental que mantiene relaciones formales con la UNESCO y tiene un estatuto consultivo ante el Consejo Económico y Social de las Naciones Unidas. El  ICOM también se asocia con entidades como la Organización Mundial de la Propiedad Intelectual, la INTERPOL y la Organización Mundial de Aduanas, con el fin de llevar a cabo sus misiones internacionales de servicios públicos, que incluyen la lucha contra el tráfico ilícito de bienes culturales y la promoción de la gestión de riesgos y preparación en caso de urgencias para proteger el patrimonio cultural mundial en caso de desastres naturales o provocados por el hombre.

## Código de deontología del ICOM para los museos
En 1986 se aprobó el Código deontológico del ICOM para los Museos,   una herramienta de referencia que establece estándares de excelencia a la que todos los miembros de la organización deben adherir. El Código de Deontología del ICOM para los Museos, traducido a 36 idiomas, revisado en el 2006, establece los valores y principios compartidos por el ICOM y la comunidad museística internacional. Estas normas de autorregulación por parte de los museos incluyen principios básicos para la gobernanza del museo, la adquisición y gestión de las colecciones, y las reglas para la conducta profesional.
El Código consta de ocho principios que abarcan las siguientes áreas: 1.- Preservar y promover el patrimonio cultural, 2.- Mantener colecciones para el beneficio de la sociedad, 3.- Promover el conocimiento a través de evidencia primaria, 4.- Brindar oportunidades para la apreciación del patrimonio, 5.- Ofrecer servicios y beneficios públicos, 6.- Colaborar con las comunidades, 7.- Operar legalmente, y 8.- Mantener una conducta profesional.

## Lucha contra el tráfico ilícito
El tráfico ilícito de bienes culturales causa daños significativos al patrimonio, en particular en las regiones del mundo donde los objetos culturales son más susceptibles de robos y saqueos. Una de las grandes prioridades del ICOM es el apoyo a la lucha contra el tráfico ilícito de bienes culturales. En este contexto, el ICOM publica una serie de Listas Rojas para concienciar sobre el contrabando y el tráfico ilícito de bienes culturales. Las Listas Rojas del ICOM son herramientas diseñadas para ayudar a los funcionarios policiales y aduaneros, profesionales del patrimonio y arte, y a los anticuarios para identificar los tipos de objetos más propensos al tráfico ilícito.
ICOM ya ha publicado Listas Rojas de diferentes países y regiones:
- Objetos arqueológicos en África
- América Latina[6]
- Irak
- Antigüedades afganas
- Antigüedades en Perú
- Antigüedades en Camboya
- América Central y México
- Haití
- China
- Colombia[7]
- Egipto

## Programa de urgencia para museos
ICOM se ha comprometido en proporcionar a las instituciones culturales las herramientas necesarias de apoyo y prevención de riesgos cuando se estén confrontados  a situaciones de conflicto o desastres naturales. A través de su Grupo de Intervención para los museos en caso de desastres (DRTF), su Programa de Emergencia de los Museos (MEP) y su papel activo en el Comité Internacional del Escudo Azul (ICBS), el ICOM apoya a los museos en todo el mundo mediante la movilización de sus recursos de forma rápida y eficiente para brindar apoyo tanto en la prevención como en las secuelas tras situaciones de desastre.
El Instituto de Conservación Getty y el ICCROM (Centro Internacional para el Estudio y la Preservación y Restauración de la Propiedad Cultural) participaron en este programa y ayudaron a desarrollar herramientas de formación para el MEP. El programa de acción del ICOM ofrece una respuesta global a largo plazo que fortalece el dinamismo del Comité Internacional del Escudo Azul (ICBS).

## Día Internacional de los Museos
Cada año desde 1977, el ICOM organiza el Día Internacional de los Museos, un evento mundial celebrado en torno al 18 de mayo. Tiene como objetivo aumentar la conciencia pública sobre el papel de los museos en el desarrollo de la sociedad. El evento se ha incrementado de manera constante en visibilidad y popularidad en los últimos años. La participación en el Día Internacional de los Museos promueve una mayor diversidad y diálogo intercultural en nuestra comunidad museística internacional.

## Comités del ICOM
El compromiso del ICOM en la cultura y promoción del conocimiento se ve reforzada por sus 31 Comités Internacionales dedicados a una amplia variedad de especialidades del museo, estos  llevan a cabo una investigación avanzada en sus respectivos campos para el beneficio de la comunidad museística. Los Comités Internacionales son los siguientes:
| - AVICOM - Nuevas Tecnologías de la Imagen y del Sonido - CAMOC - Museos de Ciudades - CECA - Educación y Acción Cultural - CIDOC - Documentación - CIMAM - Arte moderno - CIMCIM - Museos y colecciones de instrumentos y de música - CIMUSET - Ciencia y Técnicas - CIPEG - Egiptología - COMCOL - Incentivar las Colecciones - COSTUME - Trajes - DEMHIST - Residencias históricas-museos - GLASS - Vidrios - ICAMT - Arquitectura y Técnicas Museográficas - ICDAD - Artes decorativas y Diseño - ICEE - Intercambio de Exposiciones - ICFA - Bellas Artes | - ICLM - Museos literarios - ICMAH - Arqueología e Historia - ICME - Etnografía - ICMEMO - Museos en memoria de víctimas de crímenes públicos - ICMS - Seguridad en los museos - ICOFOM - Museología - ICOM-CC - Conservación - ICOMAM - Armas e Historia Militar - ICOMON - Museos monetarios y bancarios - ICR - Museos Regionales - ICTOP - Formación del personal - INTERCOM - Gestión - NATHIST - Historia Natural - MPR - Marketing y Relaciones Públicas - UMAC - Museos y colecciones universitarias |

ICOM incluye también 117 comités nacionales que aseguren que los intereses de la organización se gestionan en sus respectivos países. Los Comités Nacionales representar a sus miembros en el ICOM, y contribuyen a la aplicación de los programas de la organización.

## Conferencia General del ICOM
La Conferencia General del ICOM se celebra cada tres años y reúne a profesionales de museos de todo el mundo. La primera reunión se celebró en París en 1948. En los últimos años, las Conferencias Generales se celebraron en Seúl en 2004 (la primera reunión en Asia), en Viena en 2007, y en Shanghái, del 7 al 12 de noviembre de 2010. Esta Conferencia General siguió a la Exposición Universal de Shanghái de 2010. Y las más recientes cedes han sido, Río de Janeiro en 2013, en Milán en 2016, Kioto en 2019. En el 2022 la última conferencia se celebró en Praga y en 2025 la sede será Dubái.

## Fondo de dotación del ICOM
El Fondo proporciona apoyo financiero y operativo para actividades dirigidas a la comunidad museística mundial, que promueven el papel social de los museos y su contribución a la vida intelectual, artística y patrimonial. Las acciones del Fondo de Dotación del ICOM persiguen los siguientes objetivos: mejorar el papel social de los museos; apoyo a la innovación en los museos; preservación del patrimonio e implementación de medidas de reducción de riesgos; y fortalecer las capacidades profesionales. El Fondo apoya, además de las actividades del Consejo Internacional de Museos, como publicaciones, exposiciones y formación el Día Internacional de los Museos, el Premio de los Museos del Consejo de Europa,  The Best in Heritage y el Premio Museo Europeo del Año. El Director Ejecutivo del Fondo de Dotación del ICOM es Bjorn Stenvers.

## Gobernanza
La Presidenta actual del ICOM es Emma Nardi, quien fue electa en la Conferencia General de Praga, sucediendo a Alberto Garlandini. Él sucedió a Suay Aksoy, quien renunció al cargo en junio de 2020. Medea Ekner es la actual directora general interina quien sucedió al Dr. Peter Keller, que a su vez sucedió a la Dr. Anne-Catherine Robert-Hauglustaine (2014–2016) y a Hanna Pennock (2013–2014).

### Presidentes
| N.º | Periodo   | Nombre              | País           |
| --- | --------- | ------------------- | -------------- |
| 1   | 1946-1953 | Chauncey Hamlin     | Estados Unidos |
| 2   | 1953-1959 | Georges Salles      | Francia        |
| 3   | 1959-1965 | Philip Hendy        | Reino Unido    |
| 4   | 1965-1971 | Arthur van Schendel | Países Bajos   |
| 5   | 1971-1977 | Jan Jelínek         | Checoslovaquia |
| 6   | 1977-1983 | Hubert Landais      | Francia        |
| 7   | 1983-1989 | Geoffrey Lewis      | Reino Unido    |
| 8   | 1989-1992 | Alpha Oumar Konaré  | Mali           |
| 9   | 1992-1998 | Saroj Ghose         | India          |
| 10  | 1998-2004 | Jacques Perot       | Francia        |
| 11  | 2004-2010 | Alissandra Cummins  | Barbados       |
| 12  | 2010-2016 | Hans-Martin Hinz    | Alemania       |
| 13  | 2016-2020 | Suay Aksoy          | Turquía        |
| 14  | 2020-2022 | Alberto Garlandini  | Italia         |
| 15  | 2022-     | Emma Nardi          | Italia         |